# NGC 5977
NGC 5977 (również PGC 55769 lub UGC 9967) – galaktyka soczewkowata (SB0), znajdująca się w gwiazdozbiorze Węża. Odkrył ją Édouard Jean-Marie Stephan 29 czerwca 1880 roku.